# Fresnes-en-Tardenois
Fresnes-en-Tardenois is een gemeente in het Franse departement Aisne (regio Hauts-de-France) en telt 247 inwoners (2004). De plaats maakt deel uit van het arrondissement Château-Thierry.

## Geografie
De oppervlakte van Fresnes-en-Tardenois bedraagt 8,8 km², de bevolkingsdichtheid is 28,1 inwoners per km².
De onderstaande kaart toont de ligging van Fresnes-en-Tardenois met de belangrijkste infrastructuur en aangrenzende gemeenten.

## Demografie
Onderstaande figuur toont het verloop van het inwonertal (bron: INSEE-tellingen).
Vanwege een beveiligingsprobleem met de MediaWiki Graph-software is het momenteel niet mogelijk deze grafiek weer te geven. Zodra de software is bijgewerkt zal de grafiek vanzelf weer zichtbaar worden.